# Goderschach
Goderschach je naselje občine Cirkno v okraju Šmohor na Koroškem v Avstriji.